# HMS Decoy (D106)
L'HMS Decoy (distintivo ottico D106) è stato un cacciatorpediniere appartenente alla Royal Navy, unità della classe Daring. Entrò in servizio appena in tempo per avere parte negli eventi della Crisi di Suez e, dopo 24 anni di servizio, fu venduto alla Marina de Guerra del Perú, che lo ribattezzò BAP Ferré (con nuovo distintivo ottico DM-74), in onore del sottotenente Diego Ferré – eroe della guerra con il Cile e uno dei protagonisti della battaglia di Angamos (8 ottobre 1879).

## Storia
Entrato in servizio all'inizio degli anni cinquanta, il Decoy era stato concepito in base alle esperienze della guerra aeronavale nel Pacifico. Ricevette il battesimo del fuoco durante la crisi di Suez del 1956. Tra il 1963 e il 1964 fu soggetto a lavori di ammodernamento che comportarono l'installazione di 1 lanciamissili quadruplo per missili superficie-aria Short Sea Cat.
Nel 1969 il Decoy e il gemello Diana furono venduti alla Marina de Guerra del Perú. Trasferiti presso il cantiere navale Cammell Laird di Birkenhead le unità furono oggetto di programma di ricondizionamento che comportò l'installazione del radar di scoperta aeronavale Plessey AWS-1, la rimozione dell'impianto sopraelevato binato poppiero Vickers Mk.6 da 114/45 mm e della centrale di controllo del tiro, sostituiti da una piattaforma dove furono installati 8 contenitori singoli per missili antinave superficie-superficie Aérospatiale MM-38 Exocet. Al termine dei lavori le due unità furono trasferite in Perù, arrivando nel porto di Callao nell'aprile 1973. Durante il servizio il Ferré fu oggetto di numerosi lavori di ammodernamento eseguiti presso il cantiere navale SIMA Callao. Nel 1975-1976 fu rimosso il lanciabombe ASW Squid sostituito da una piattaforma d'appontaggio per un elicottero antisommergibile Agusta-Bell AB 212 ASW. Nel 1977-1978 furono installati due impianti binati OTO Melara Dardo per cannoni antiaerei da 40/70 mm dotati di sistema di controllo del tiro AESN NA-10 e radar di tiro AESN RTN-10X. Il Ferré fu definitivamente radiato nel corso del 2007.

### Annotazioni
1. ↑  Si trattava della torre X.

### Fonti
1. 1 2 3 4 5  Chant 2014, p. 210.
2. ↑  Couhat 1982, p. 459.